# Volkswagen T-Roc

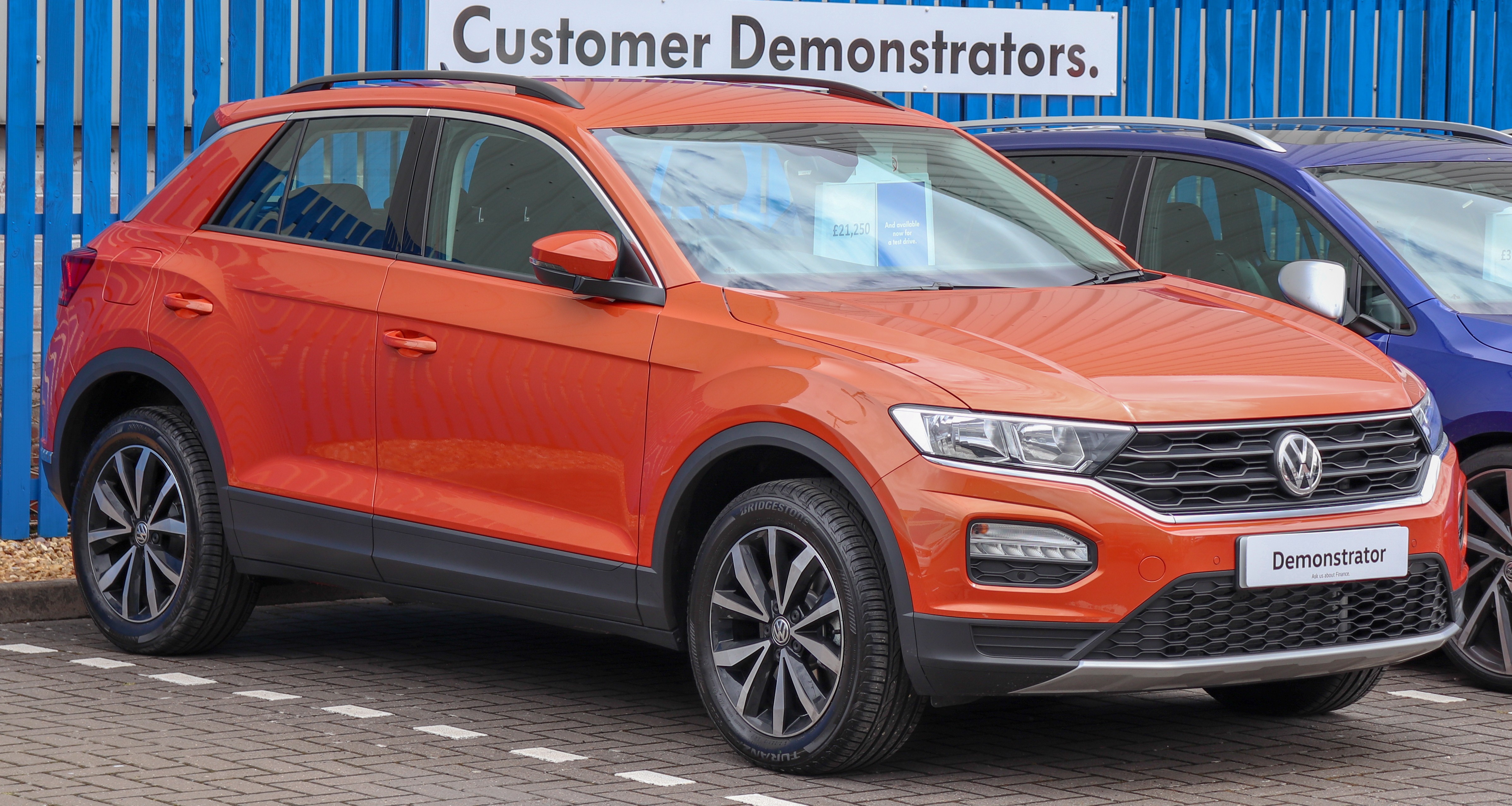
Volkswagen T-Roc

Volkswagen T-Roc — кроссовер немецкого автоконцерна Volkswagen, находящийся в производстве с 23 августа 2017 года в Италии и с ноября 2017 года в Португалии.

## Обзор

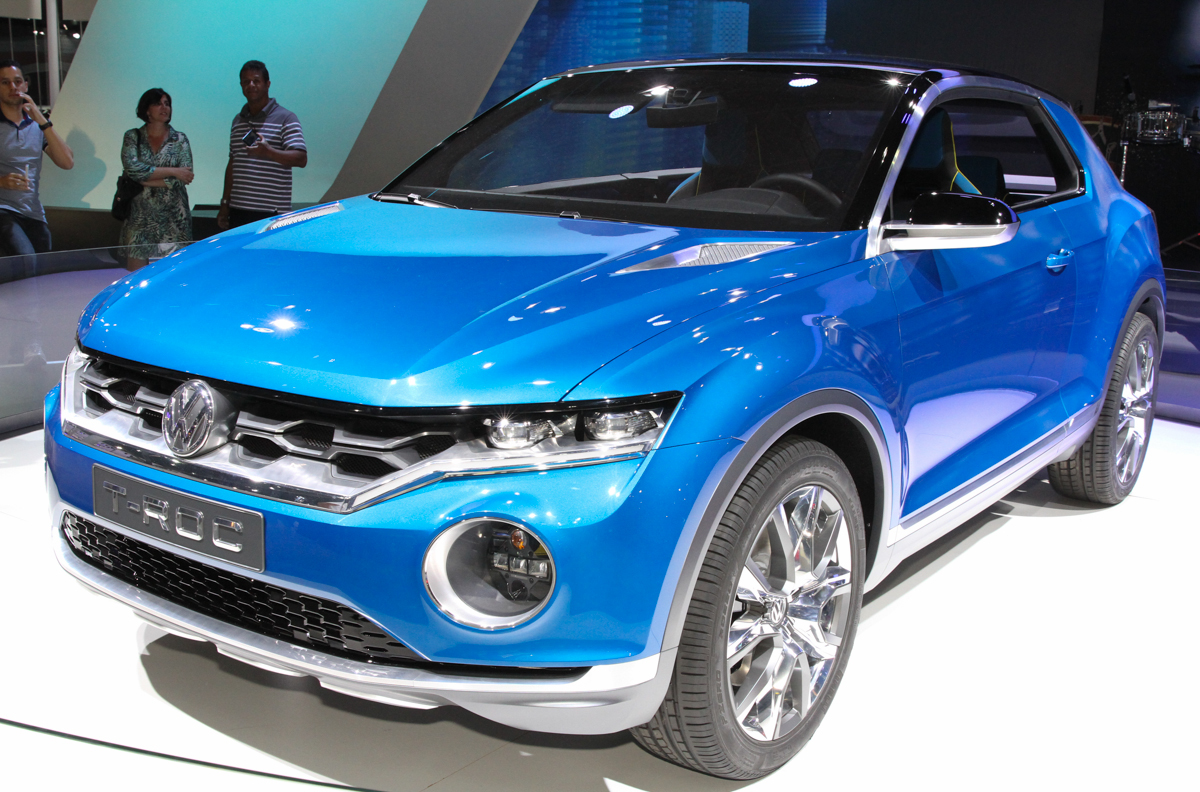
Volkswagen T-Roc Concept

Автомобиль Volkswagen T-Roc Cabriolet впервые был представлен в 2014 году на Женевском автосалоне с полноприводной компоновкой. Серийно автомобиль производится с 23 августа 2017 года в Италии на платформе Volkswagen Group MQB. Автомобиль тесно связан с Volkswagen Golf, SEAT León, Audi A3 и Skoda Octavia.

Двигатели для Volkswagen T-Roc Cabriolet производятся в Палмеле. В Китае автомобиль производится с 2020 года по лицензионному договору с First Automotive Works. С марта того же года автомобиль производится в Индии, где впервые был представлен на выставке Auto Expo.

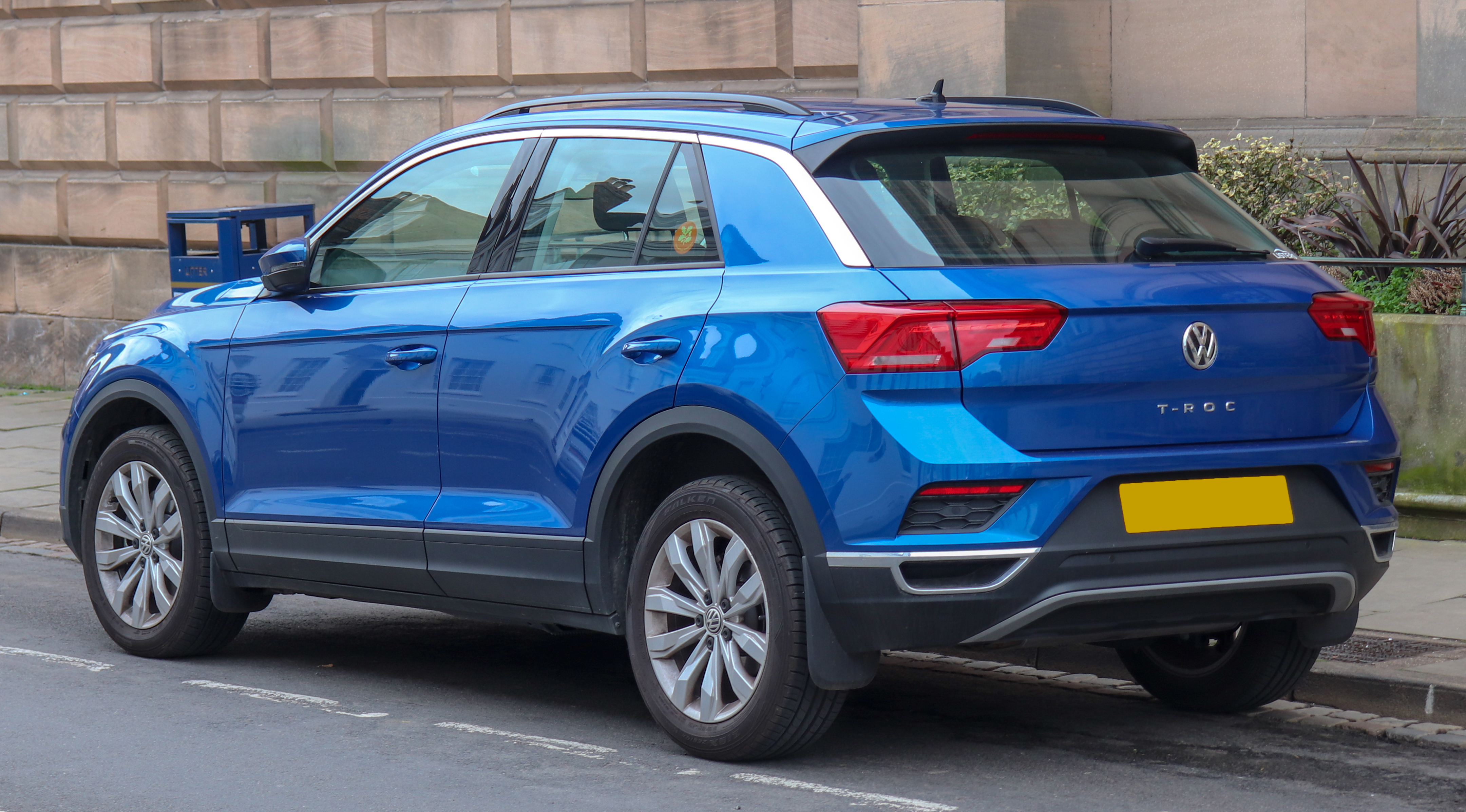
Задняя часть Volkswagen T-Roc
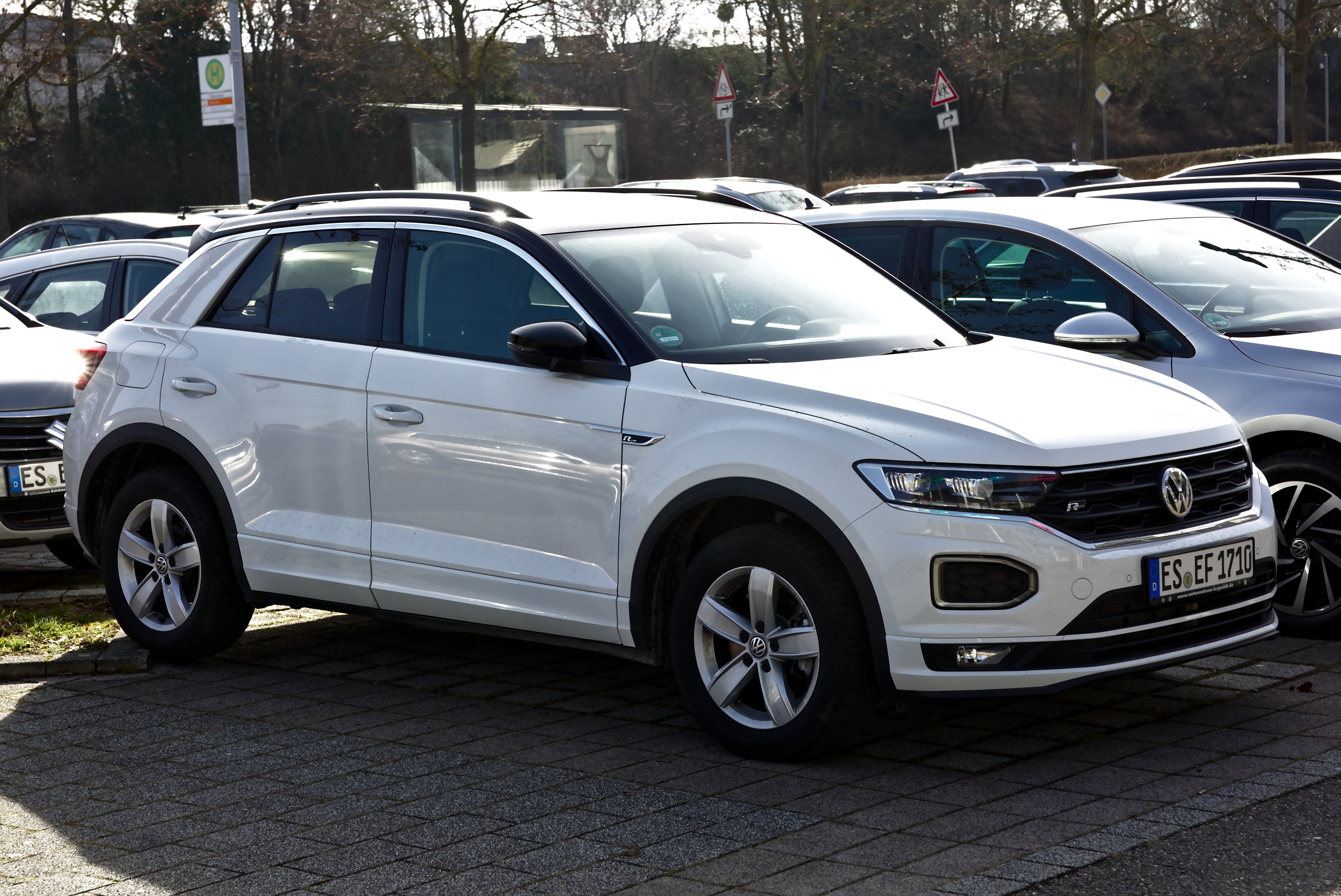
Volkswagen T-Roc R-Line (вид спереди)
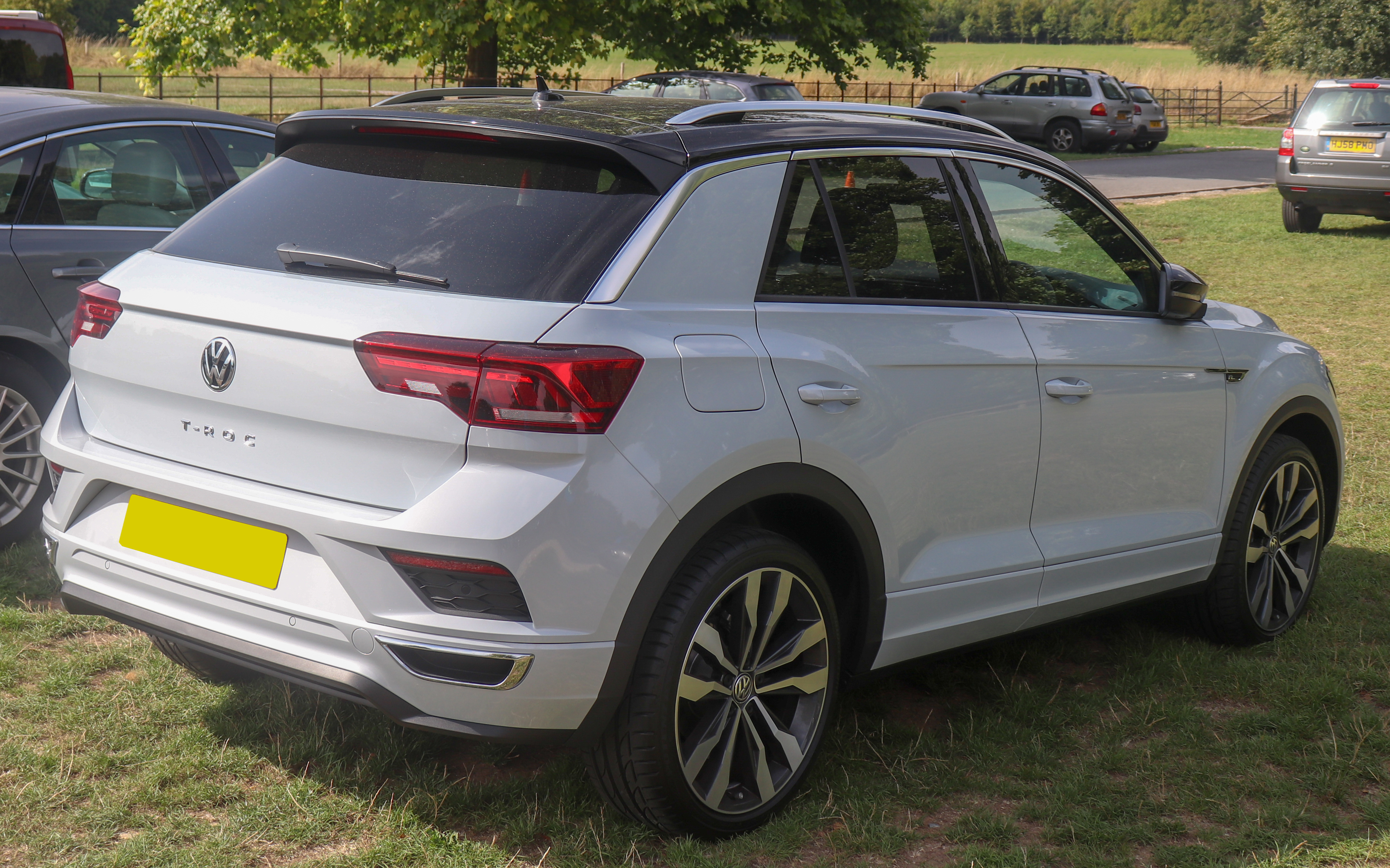
Volkswagen T-Roc R-Line (вид сзади)
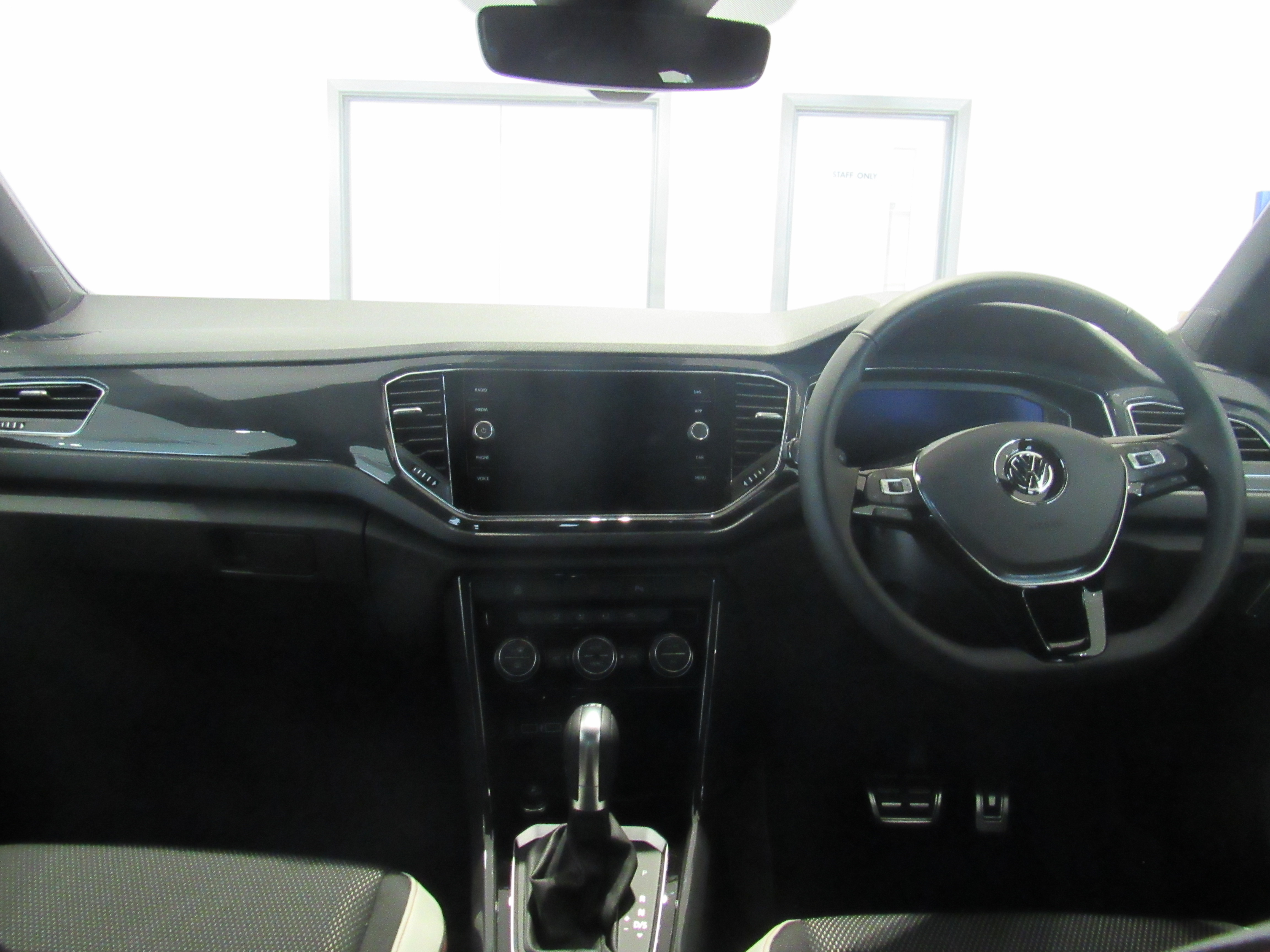
Место водителя для стран с левосторонним движением
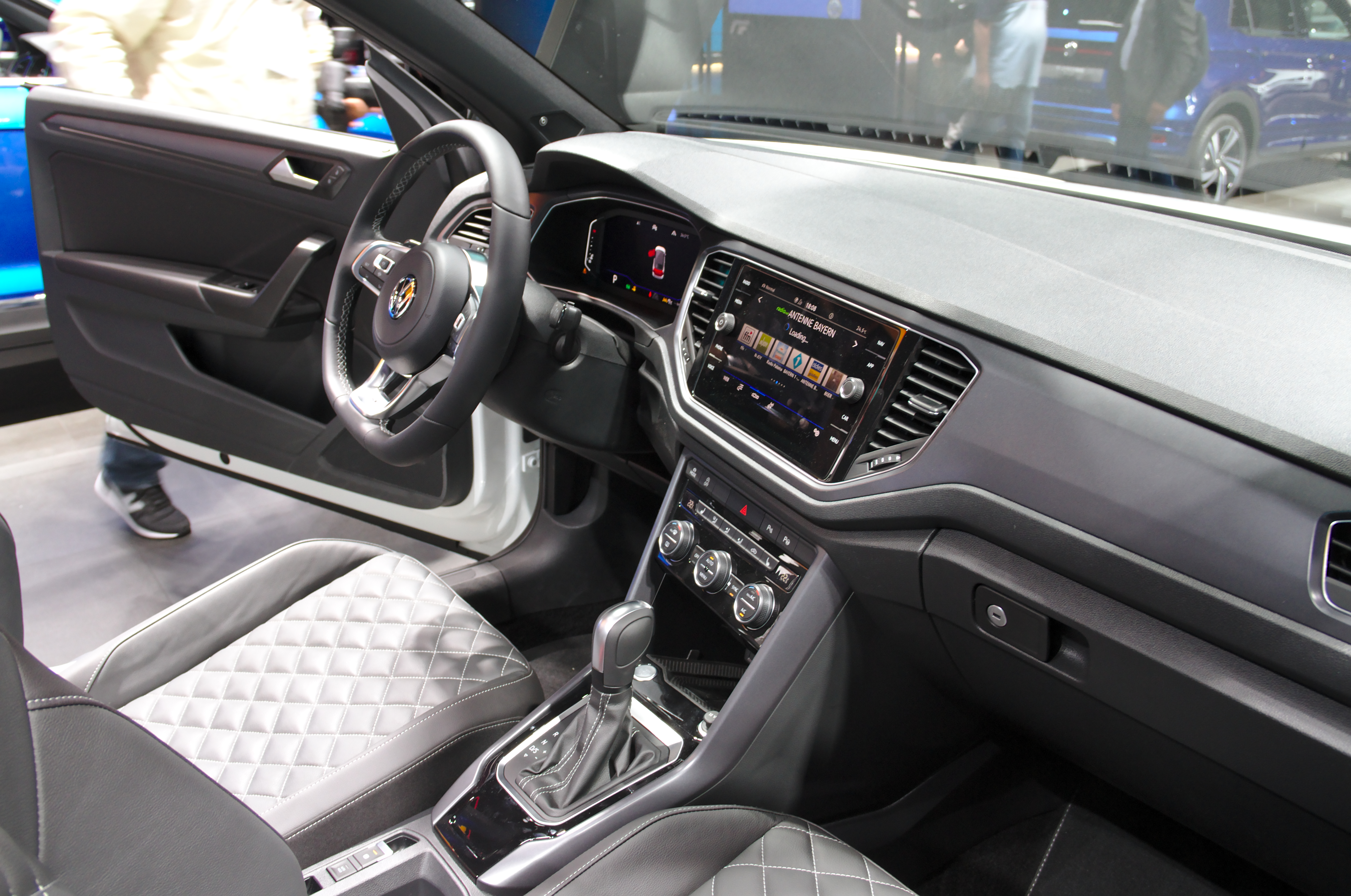
Место водителя для стран с правосторонним движением

### Производство в Китае
В Китае автомобиль ранее был известен как Volkswagen T-Rocstar, сейчас известен как R-Line. Первый прототип появился 23 марта 2018 года, серийное производство стартовало 30 июля 2018 года. Его колёсная база на 90 мм длиннее, чем у европейских модификаций, длина выше на 84 мм, высота — на 9 мм. Трансмиссия — 7-ступенчатая, с двойным сцеплением.

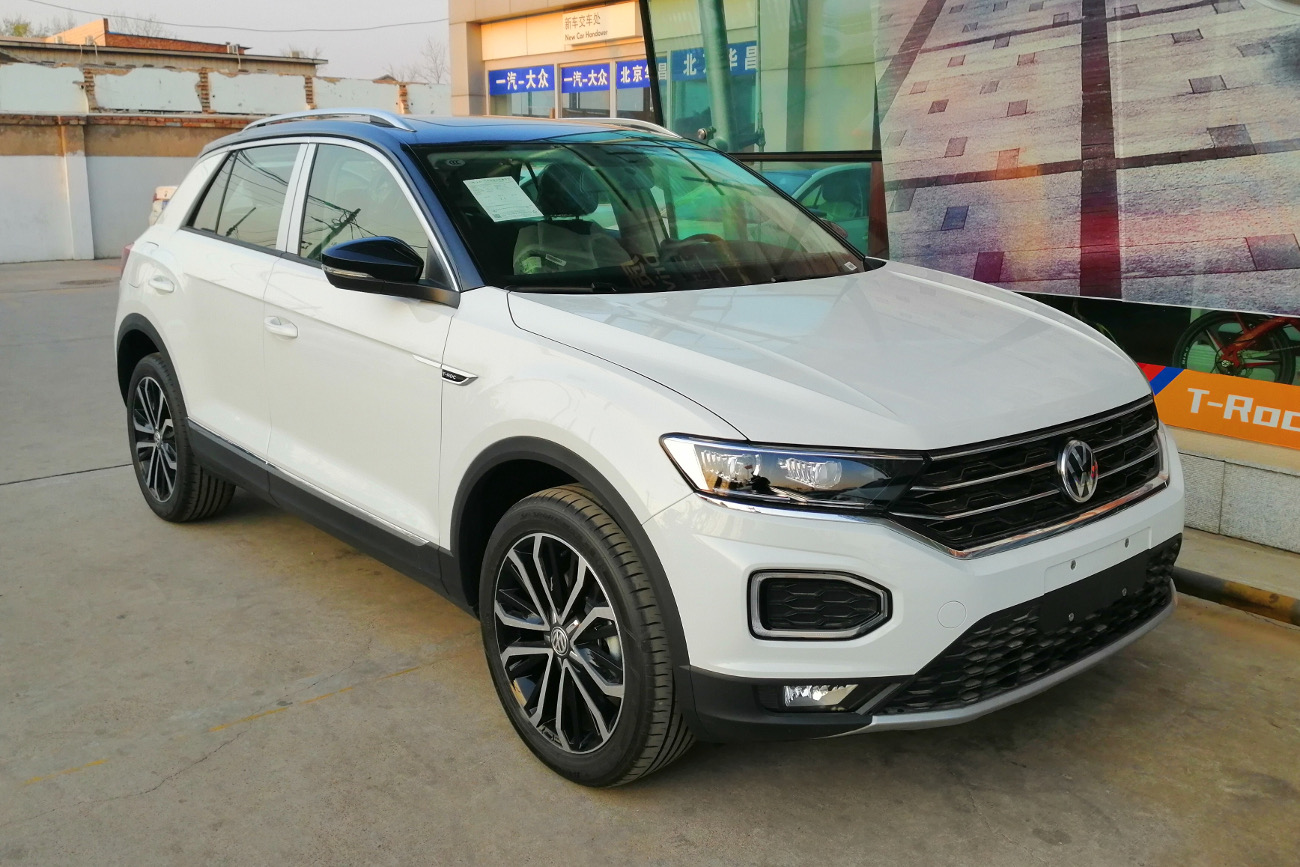
Вид спереди
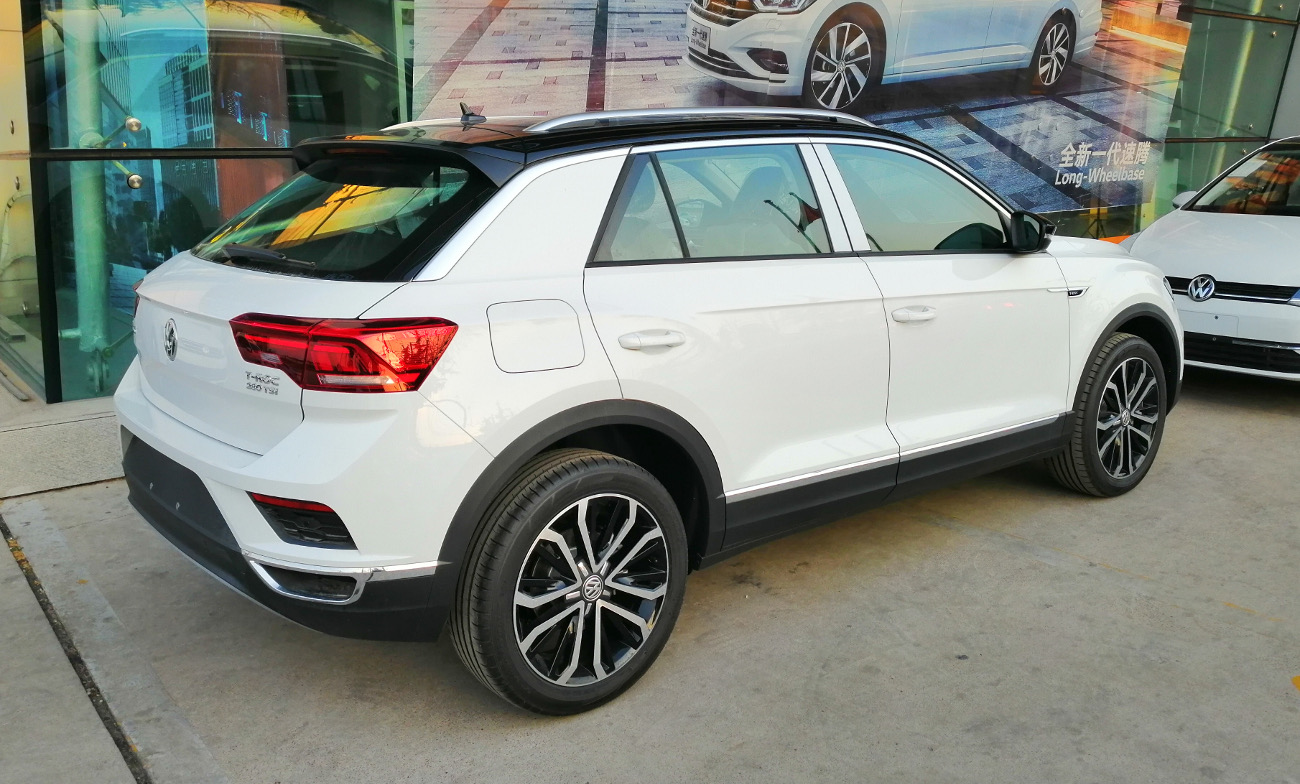
Вид сзади
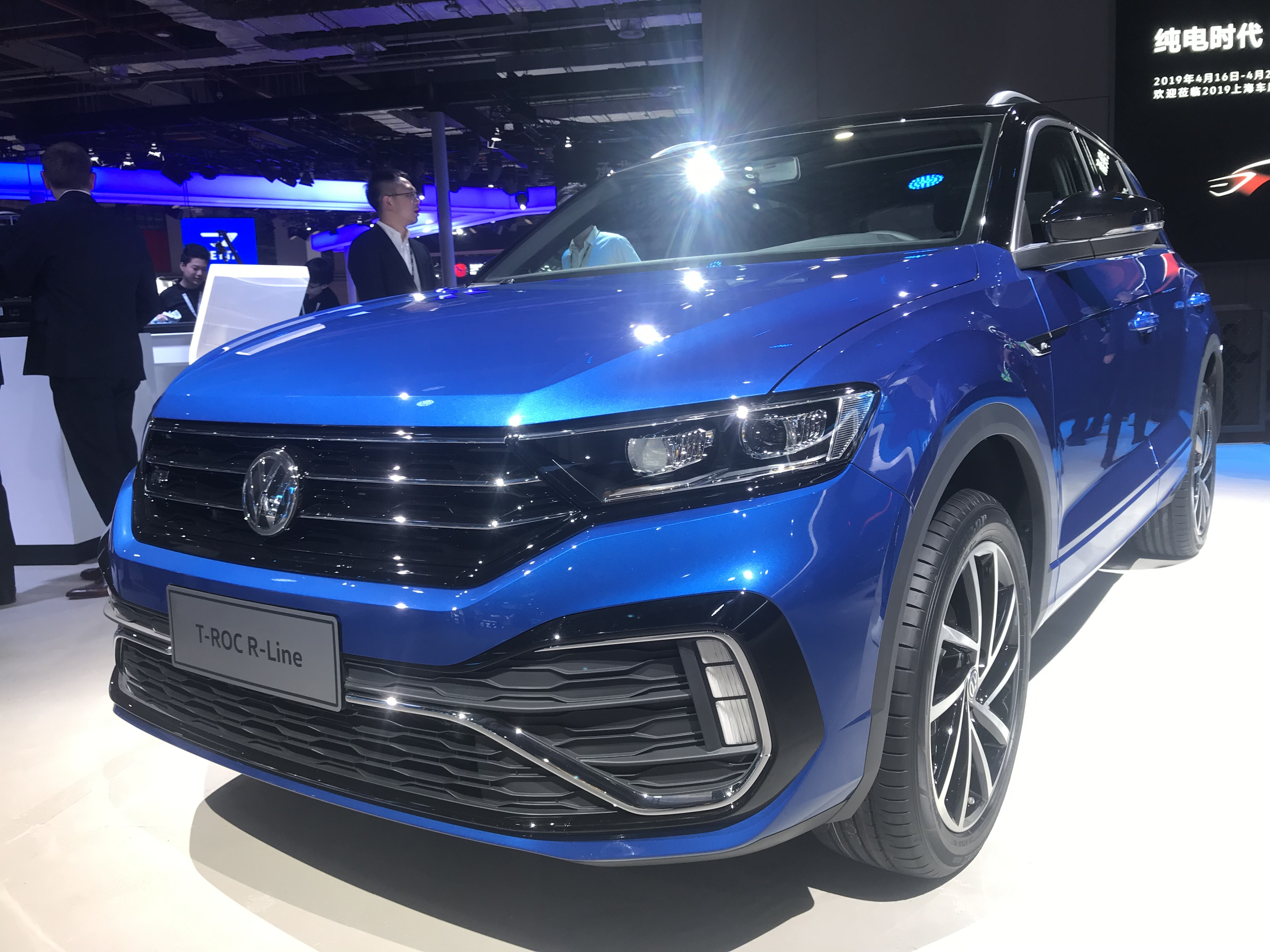
Volkswagen T-Roc R-line (вид спереди)
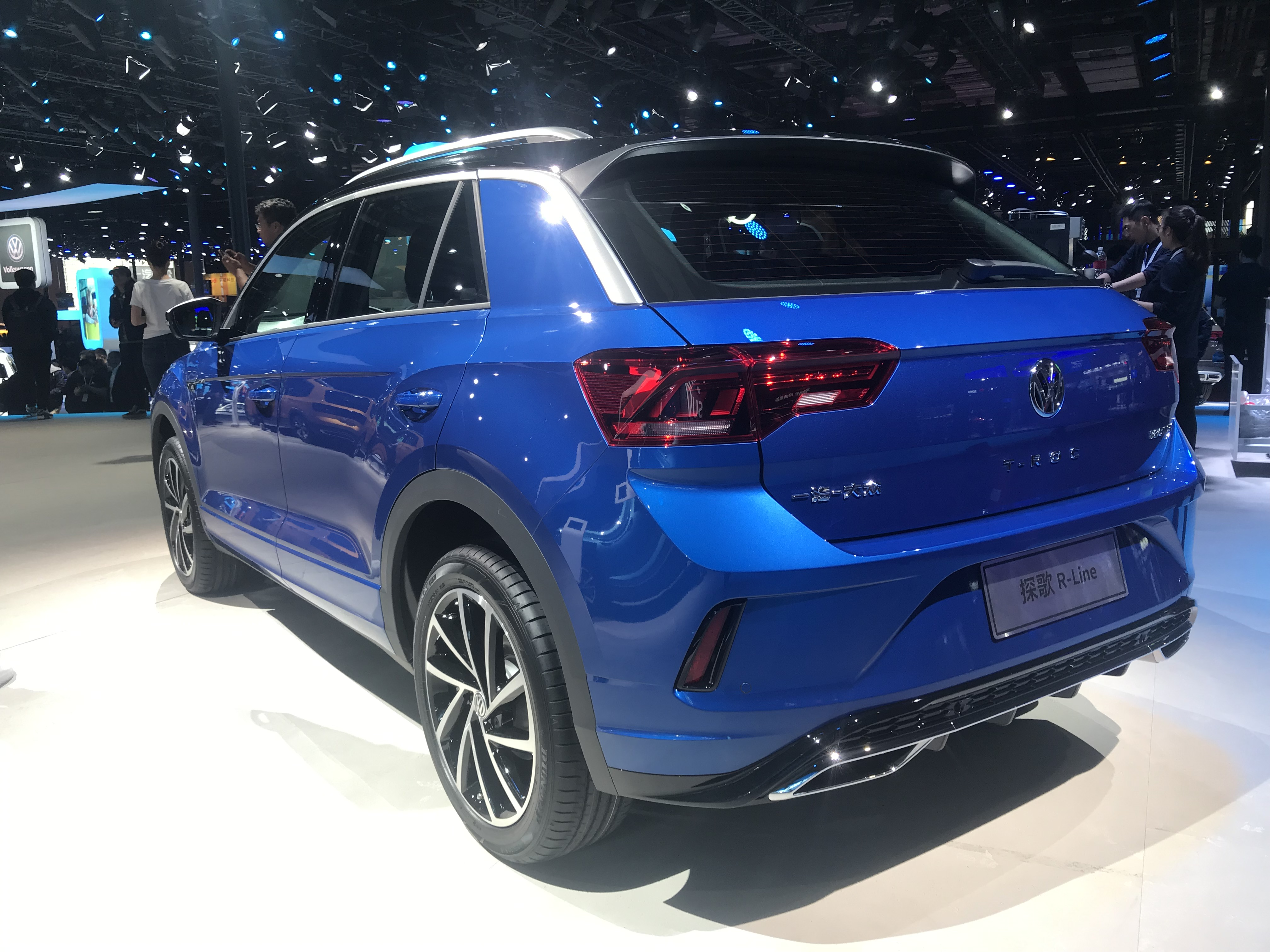
Volkswagen T-Roc R-line (вид сзади)

## T-Roc R
Этот автомобиль производится с февраля 2019 года. Двигатель тот же, что и у Volkswagen Golf R. Выхлопная система взята от словенского производителя Akrapovič. Компоновка — 4motion.

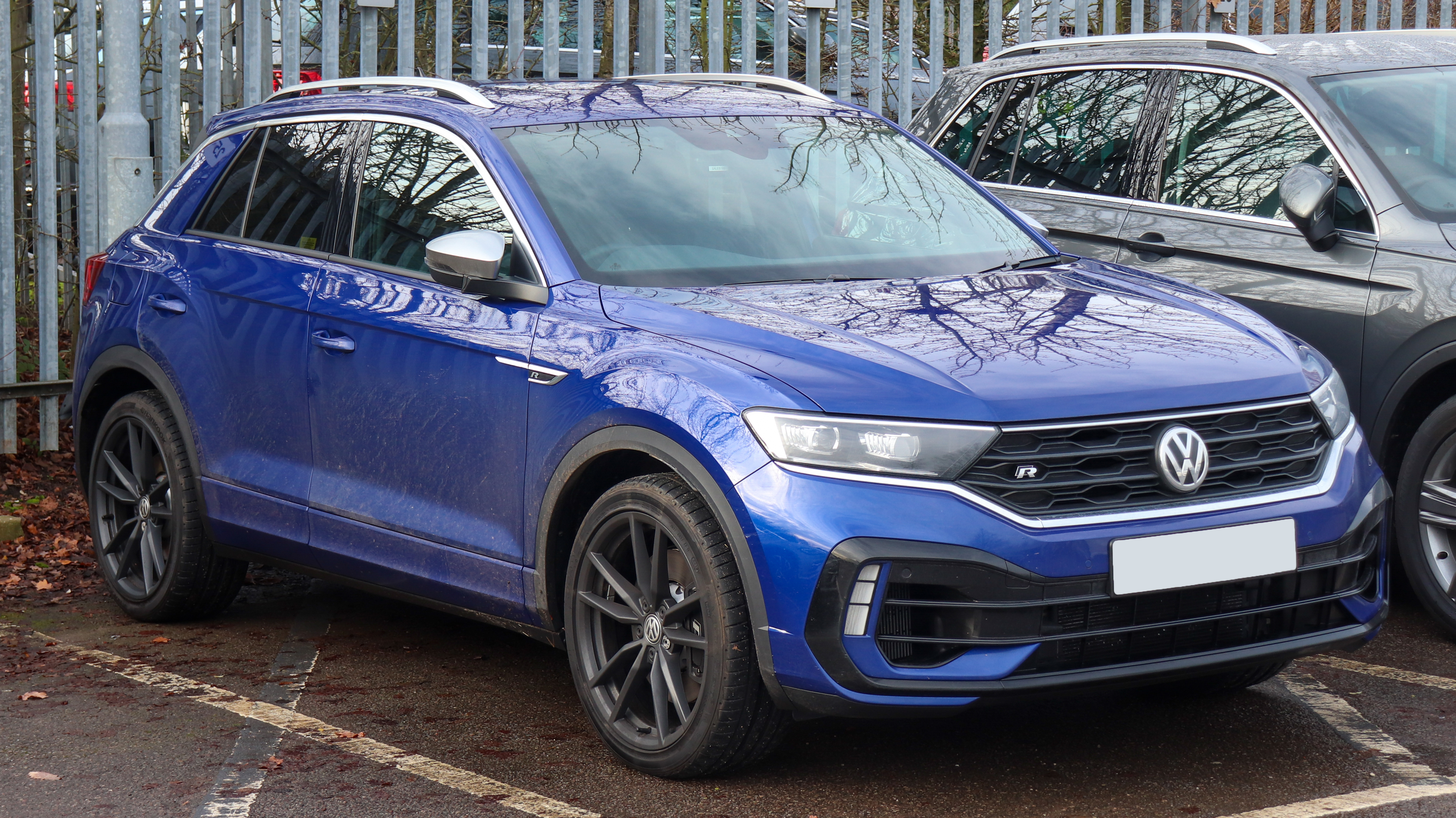
Синий Volkswagen T-Roc R (вид спереди)
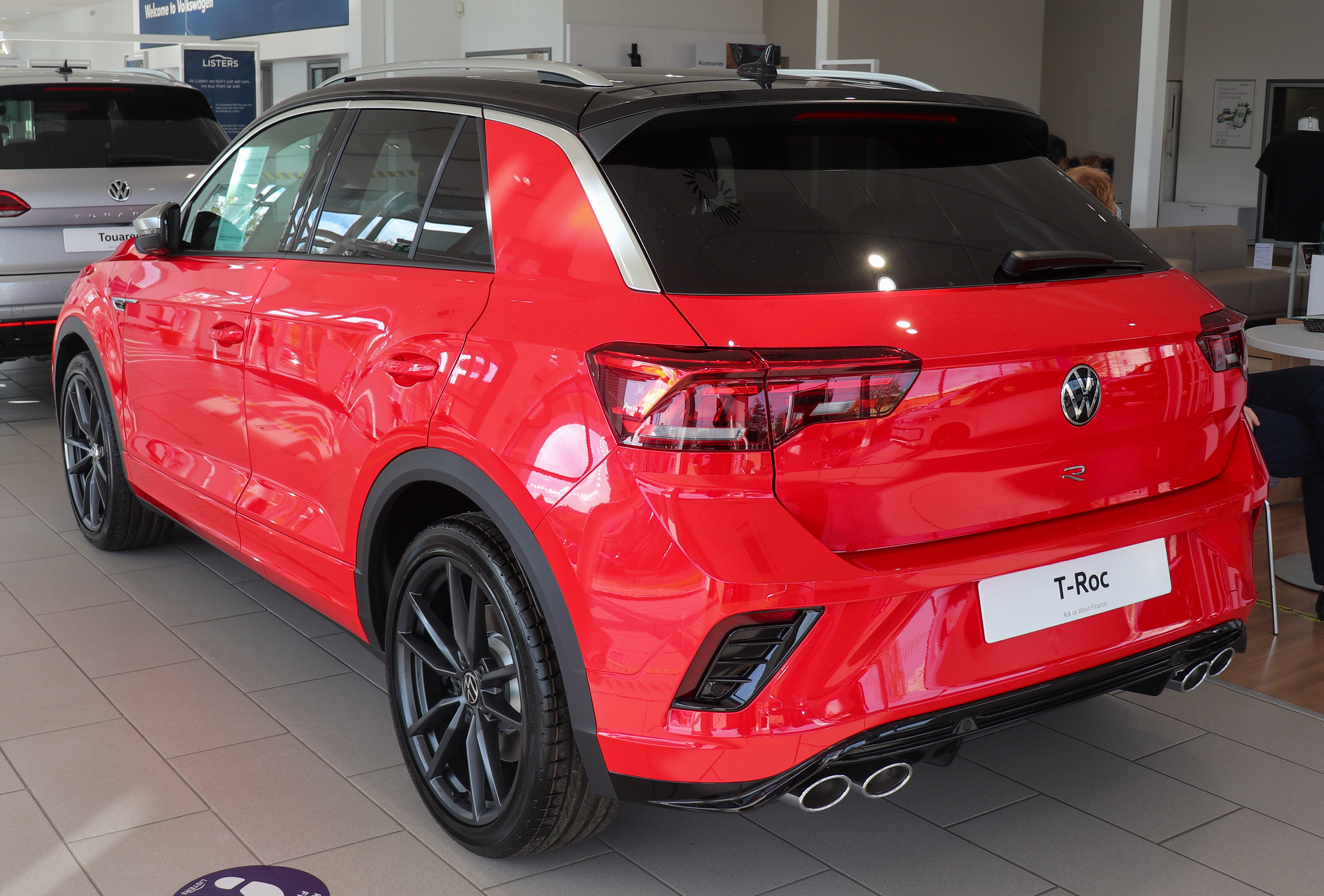
Красный Volkswagen T-Roc R (вид сзади)
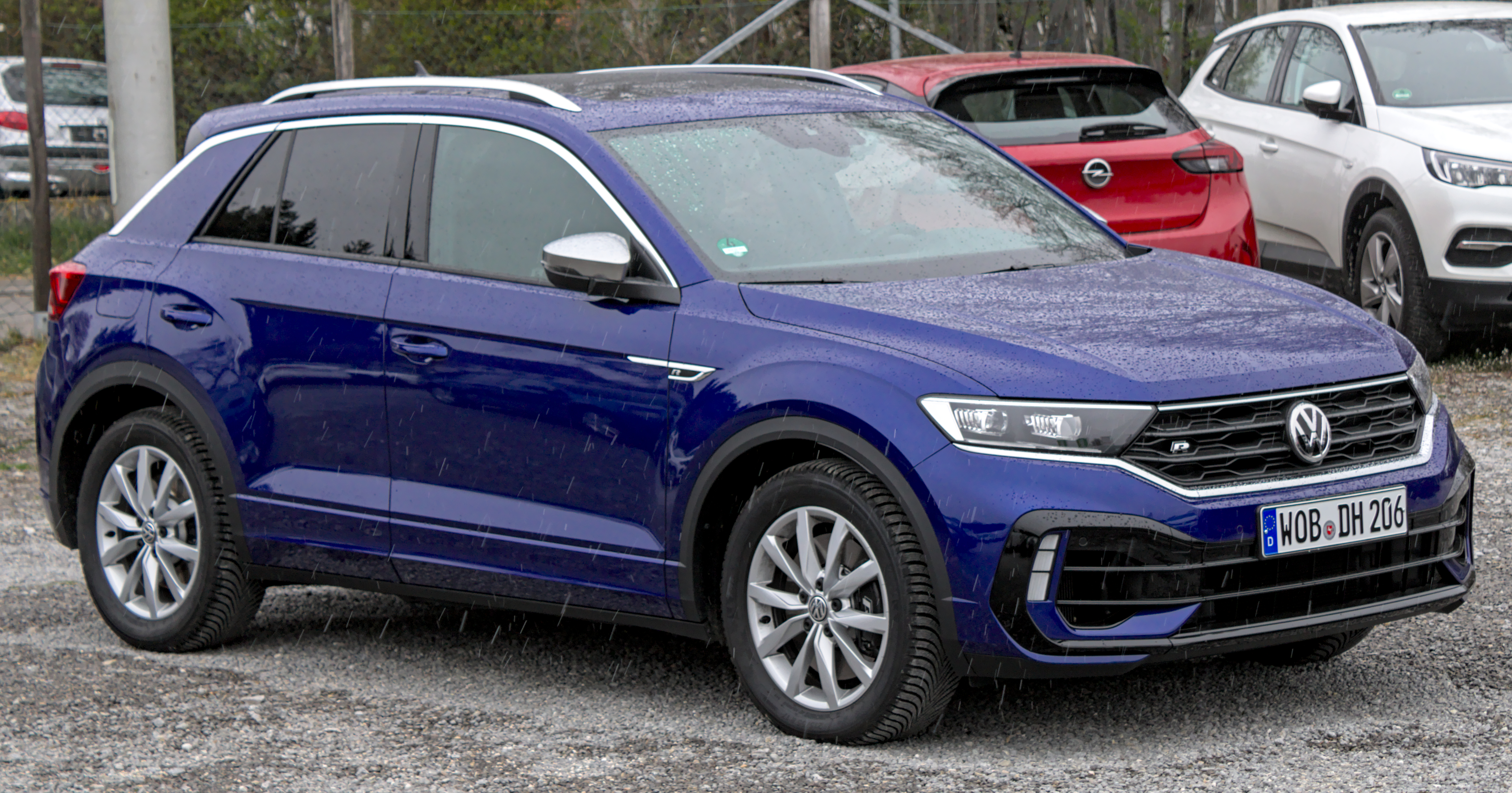
Фиолетовый Volkswagen T-Roc R в Штутгарте, под дождём

## Кабриолет (AC7)
Производство кабриолета Volkswagen T-Roc стартовало в апреле 2020 года в Германии, во время пандемии COVID-19. Индекс кабриолета — AC7.

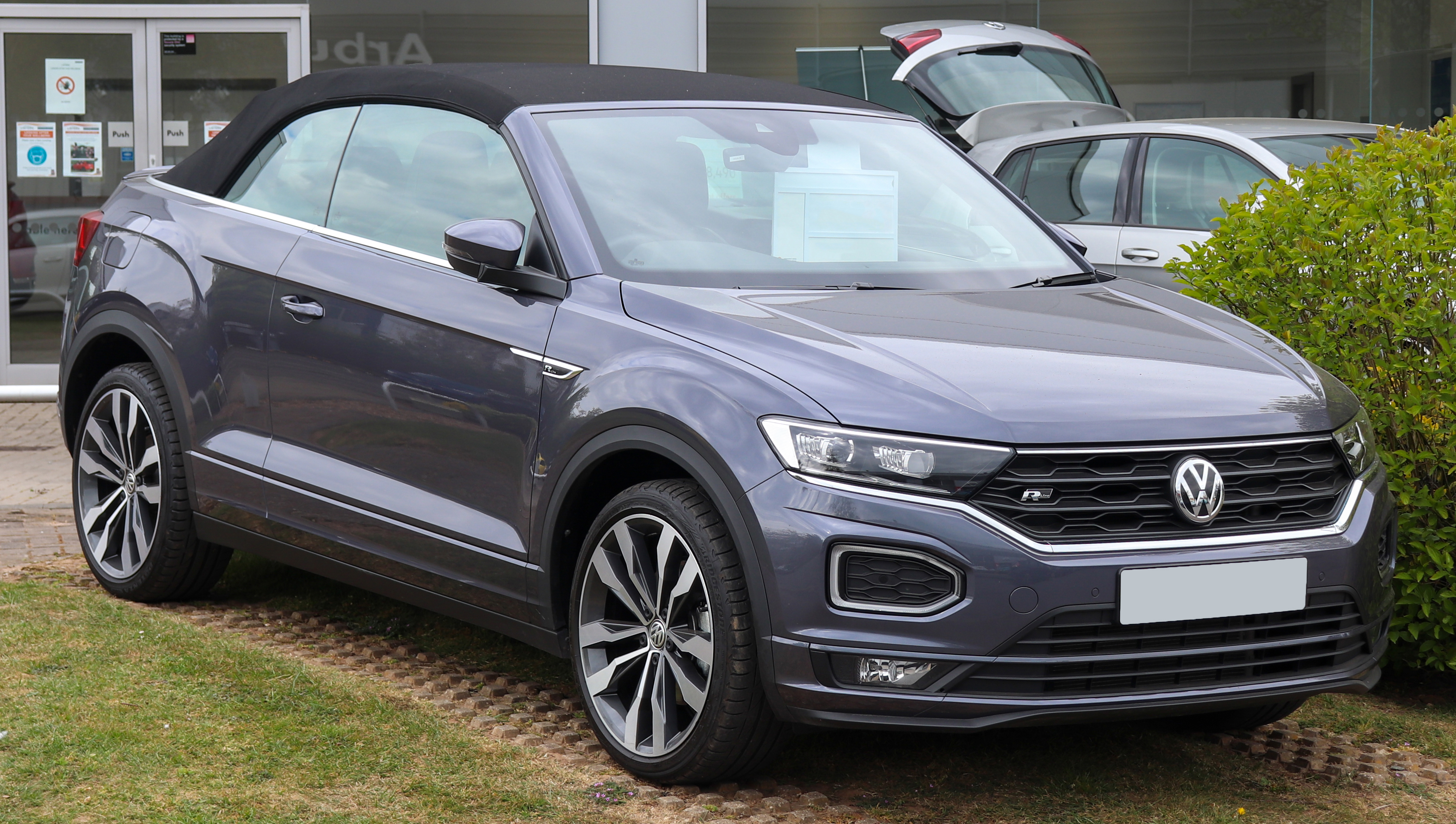
Volkswagen AC7 (вид спереди)
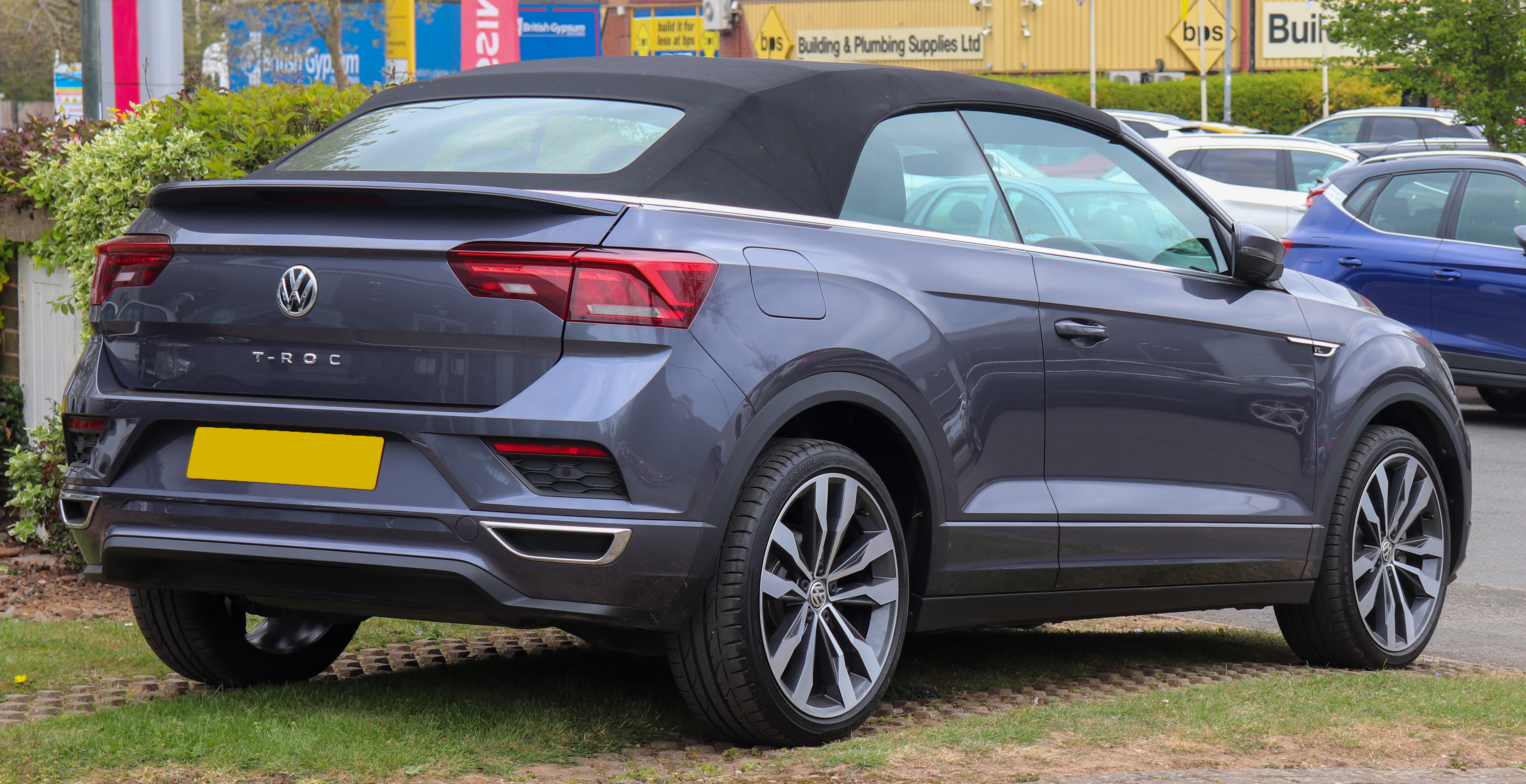
Volkswagen AC7 (вид сзади)
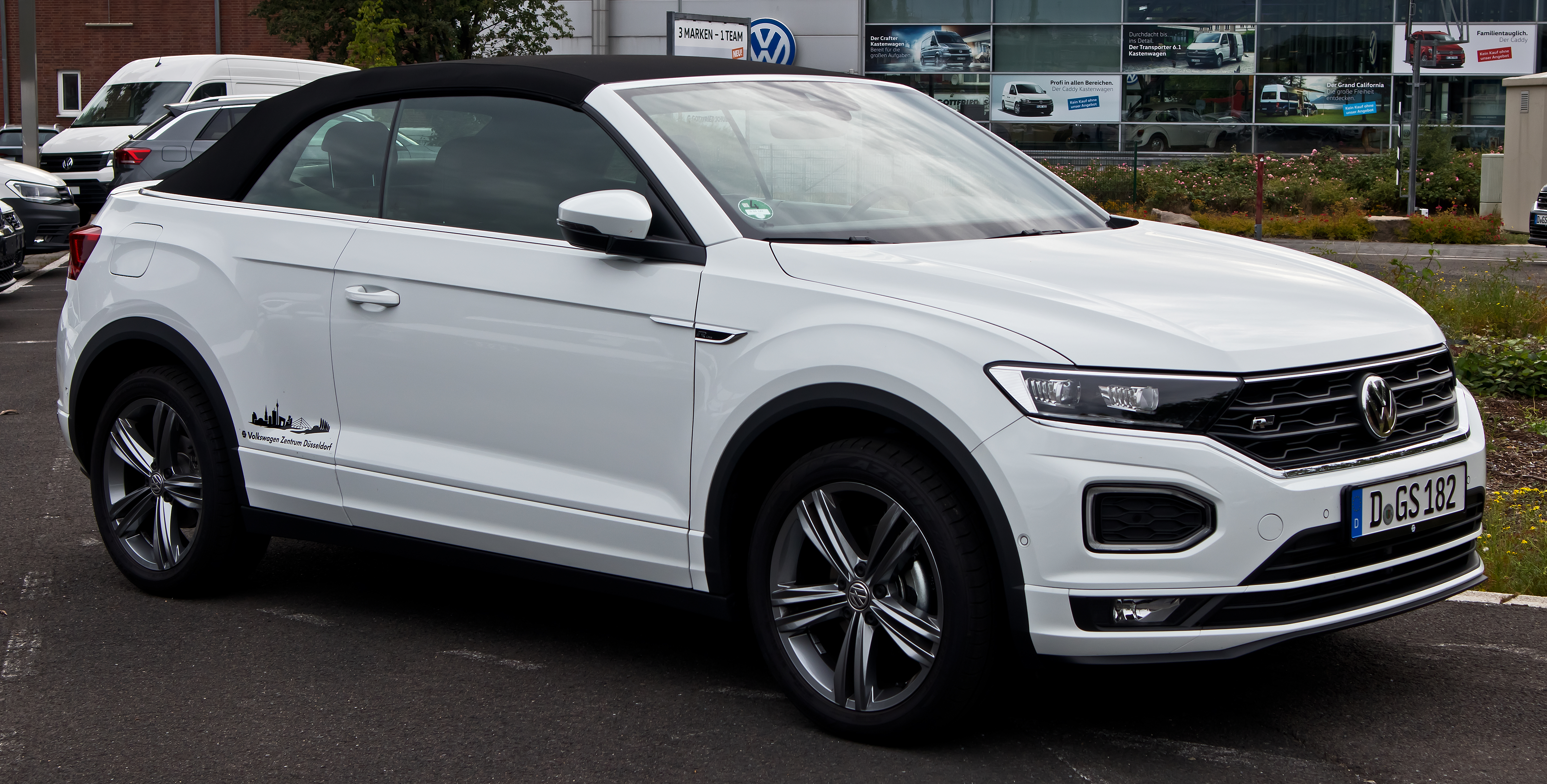
Белый Volkswagen T-Roc на фоне официального дилера

## Двигатели
| Бензиновые двигатели внутреннего сгорания | Бензиновые двигатели внутреннего сгорания | Бензиновые двигатели внутреннего сгорания | Бензиновые двигатели внутреннего сгорания | Бензиновые двигатели внутреннего сгорания | Бензиновые двигатели внутреннего сгорания |
| Модель                                    | Объём и расположение цилиндров            | Мощность                                  | Крутящий момент                           | Трансмиссия                               | Продажа                                   |
| ----------------------------------------- | ----------------------------------------- | ----------------------------------------- | ----------------------------------------- | ----------------------------------------- | ----------------------------------------- |
| 1.0 TSI 115                               | 999 cм3 I3                                | 115 л. с.                                 | 200 Н*м                                   | 6-скор. МКПП                              | Европа                                    |
| 1.2 TSI '200 TSI'†                        | 1197 cм3 I4                               | 115 л. с.                                 | 175 Н*м                                   | 5-скор. МКПП                              | Китай                                     |
| 1.4 TSI '250 TSI'†                        | 1395 cм3 I4                               | 130 л. с.                                 | 225 Н*м                                   | 7-скор. DSG                               | Китай                                     |
| 1.4 TSI '280 TSI'†                        | 1395 cм3 I4                               | 150 л. с.                                 | 250 Н*м                                   | 7-скор. DSG                               | Китай                                     |
| 1.5 TSI 150                               | 1498 cм3 I4                               | 150 л. с.                                 | 250 Н*м                                   | 6-скор. МКПП/7-скор. DSG                  | Европа                                    |
| 2.0 TSI 190 4Motion                       | 1984 cм3 I4                               | 190 л. с.                                 | 320 Н*м                                   | 7-скор. DSG                               | Европа                                    |
| 2.0 TSI 4Motion (T-Roc R)                 | 1984 cм3 I4                               | 300 л. с.                                 | 400 Н*м                                   | 7-скор. DSG                               | Европа                                    |
| Дизельные двигатели внутреннего сгорания  |                                           |                                           |                                           |                                           |                                           |
| 1.6 TDI 115                               | 1598 cм3 I4                               | 115 л. с.                                 | 250 Н*м                                   | 6-скор. МКПП                              | Европа                                    |
| 2.0 TDI 150 SCR 4Motion                   | 1968 cм3 I4                               | 150 л. с.                                 | 320 Н*м                                   | 7-скор. DSG                               | Европа                                    |

† Двигатель для модификации для Китая

## Продажи
| Год  | Европа | Китай  |
| ---- | ------ | ------ |
| 2017 | 4930   |        |
| 2018 | 139755 | 49342  |
| 2019 | 207976 | 126859 |
| 2020 | 158638 | 109605 |